# Patrick Hooper
Patrick „Pat“ Hooper (* 12. Mai 1952; † 9. Oktober 2020 in Dublin) war ein irischer Marathonläufer.

## Biografie
Patrick Hooper belegte bei den Europameisterschaften 1978 am Marathonlauf den 27. Platz. Ein Jahr später wurde er Irischer Meister. Er nahm bei den Olympischen Sommerspielen 1980 am Marathonlauf teil, wo er den 42. Rang belegte.
Er war bis zu seinem Tode 2020 Vorsitzender von Leinster Athletics und des Dublin Athletic Board.
Sein Bruder Richard, genannt „Dick“, war ebenfalls Marathonläufer.